# 김선규 (야구 선수)
김선규(金善奎, 1986년 4월 20일 ~ )은 KBO 리그 전 NC 다이노스의 우완 사이드암 투수이다.

## SK 와이번스시절
2005년 SK 와이번스에 입단한 후 1군 2경기에 등판하였다. 이후 1군 기록이 없이 공익근무요원으로 군 복무를 하였고 2009년 5월에 소집이 해제되어 복귀했다. 2009년에도 1경기에만 등판하여 별 활약이 없었다가, 한때 SK 2군에서 같이하였고 마운드 보강을 원했던 박종훈 감독의 부름을 받아 2010년 7월 28일 LG 트윈스에 4:3 트레이드로 이적하였다.

## LG 트윈스시절
이적 후 2010년 8월 19일 한화전에서 필 더마트레를 구원하여 등판, 데뷔 첫 승을 거두었다. 2010년 28경기에 등판하여 한화전에서만 2승을 기록했고 LG 트윈스 중간계투진에 힘을 보탰다. 2011년부터 본격적으로 LG 트윈스의 셋업맨, 필승 계투조로 자리잡고 있으며 홀드와 세이브도 기록하기 시작했다.

## NC 다이노스시절
2015년 11월 27일 2차 드래프트를 통해 LG 트윈스에서 NC 다이노스로 이적했다.

## 연봉
| 연도   | 연봉       | 인상율(%) | 비고 |
| ------ | ---------- | --------- | ---- |
| 2016년 | 6,000만 원 |           |      |

## 출신학교
- 순천북초등학교
- 순천이수중학교
- 순천효천고등학교